# Sture Håkanson
Sture Yngve Olof Håkanson, född den 21 maj 1884 i Landskrona, död den 24 december 1982 i Stockholm, var en svensk sjömilitär. 
Håkanson genomgick Sjökrigsskolan 1899–1905 och Sjökrigshögskolans högre kurs 1911–1912. Han blev underlöjtnant vid flottan 1905, löjtnant 1907 och kapten 1914. Håkanson tjänstgjorde i marinstaben 1913–1914 och 1917–1919. Han var flaggadjutant 1920–1922, lärare vid Sjökrigsskolan 1918–1923 och chef för mindepartementet i Stockholm 1925–1929. Håkanson befordrades till kommendörkapten av andra graden 1926, av första graden 1932 och till kommendör 1935. Han var inspektör för minsvepningsväsendet 1935–1938 och chef för Stockholms örlogsvarv 1938–1944. Håkanson invaldes som ledamot av Örlogsmannasällskapet 1929. Han blev riddare av Svärdsorden 1926, kommendör av andra klassen av samma orden 1938 och kommendör av första klassen 1941. Håkanson är begravd på Galärvarvskyrkogården i Stockholm.